# Novella Nyikolajevna Matvejeva
Novella Matvejeva (oroszul: Новелла Николаевна Матвеева); Puskin, azelőtt: Carszkoje Szelo, 1918-1937: Детское Село; 1934. október 7. – 2016. szeptember 4.) orosz költő, író, irodalomtörténész, énekes.

## Életrajz
Puskinban (közel Leningrádhoz) született, amit eredetileg Carszkoje Szelónak (cári falunak, 1918-ig), majd Gyetszkoje Szelónak (1937-ig) hívtak, ahol pompás cári nyári palota van, és ahol – az ottani líceumban – például Puskin is tanult.
Apja, Nyikolaj Nyikolajevics Matvejev-Bodrij jelentős geográfus volt, a Távol-Kelet tudósa. Az apa romantikus alkat volt, innen való gyermekeinek költői neve: Novella, és Roald. Az anya költő volt. Matvejeva nagyapja (Matvejev-Amurszkij) szintén költő volt, amellett Vlagyivosztok első történetírója.
1950–1957 között Matvejeva egy óvodában dolgozott a Moszkvai terület egyik kisvárosában. 1962-ben diplomázott a Gorkijról elnevezett irodalmi főiskolán, amit esti tagozaton végzett el Moszkvában.
Verseket gyermekkorától kezdve írt. 1958-tól kezdve publikált. 1961-ben felvették az Írószövetségbe. Első kötete 1963-ban jelent meg (Кораблик – Kishajó). Ettől kezdve rendszeresen jelentek meg könyvei.
Hanglemezei 1979 óta jelennek meg.

## Alkotás
1950-től kezdve írt dalokat saját szövegeire, amelyeket héthúros gitár-kísérettel adott elő. 1972-től már a szintén költő férje (Ivan Kiuru; 1934–1992) verseit is előadta. 1984-ben bemutatták egy darabját, ami a mágikus realista Alekszandr Grin művein alapult. Ebben 33 dala is elhangzott. 1996-ban kiadta visszaemlékezéseit. 2002-ben Állami díjjal tüntették ki.

## Művei

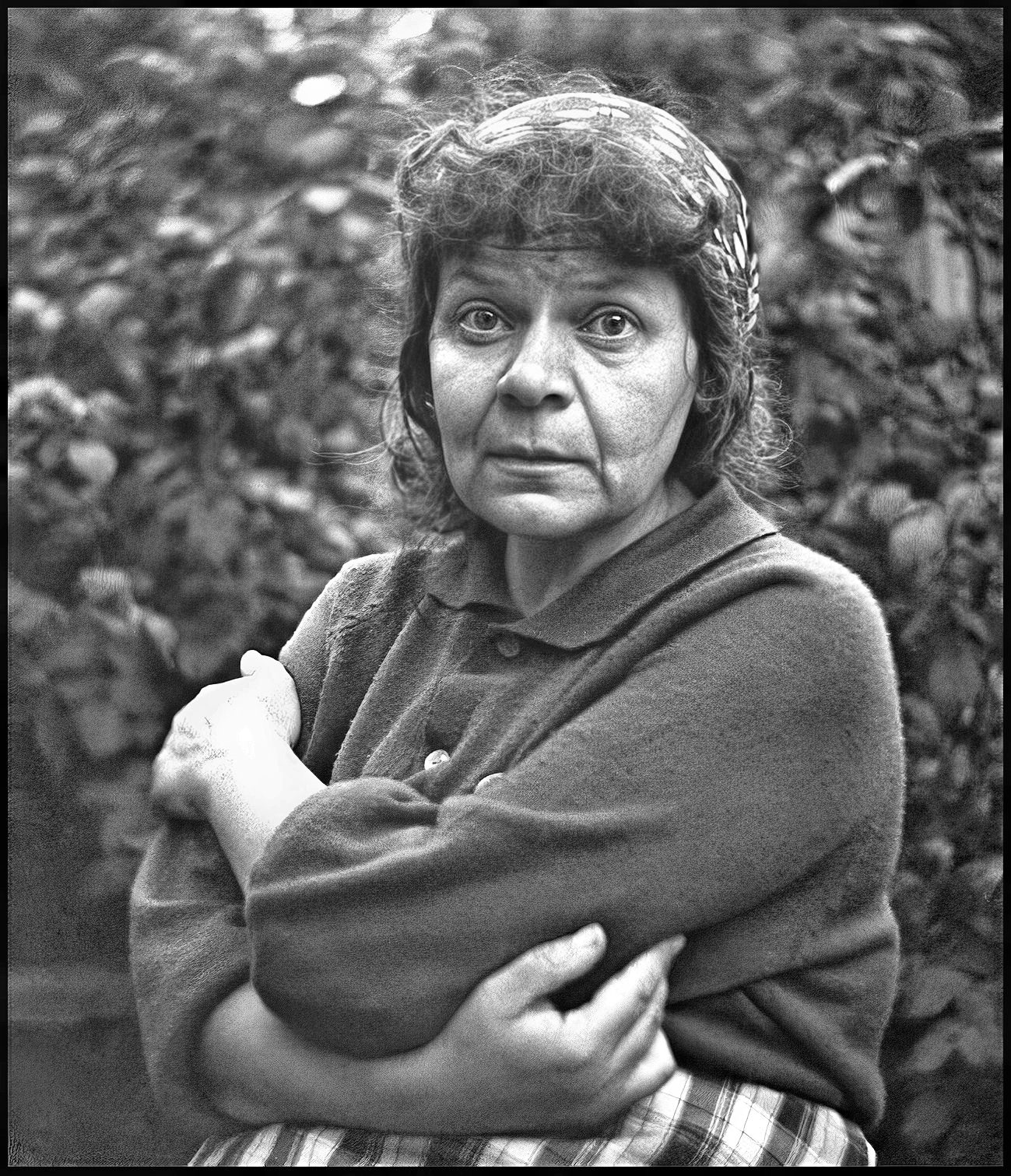
1976-ban

### Könyvek
- Лирика (1961)
- Кораблик (1963)
- Душа вещей (1966)
- Солнечный зайчик (1966)
- Ласточкина школа (1973)
- Река (1978)
- Закон песен (1983)
- Страна прибоя (1983)
- Кроличья деревня (1984)
- Избранное (1986)
- Хвала работе (1987)
- Нерасторжимый круг (1991)
- Мелодия для гитары (1998)
- Кассета снов (1998)
- Сонеты (1998)
- Караван (2000)
- Жасмин (2001)

### Hanglemezek
- Песни (Melodia, 1967)
- Стихи и песни (Melodia, 1966)
- Дорога — мой дом (Melodia, 1982)
- Музыка света (Melodia, 1984)
- Баллады (Melodia, 1985)
- Мой воронёнок (Melodia, 1986)
- Рыжая девочка (Melodia, 1986)
- Какой большой ветер (ASP, 1997) CD
- Девушка из харчевни (ASP, 1997) CD
- Новелла Матвеева (Moroz Records, 1999) CD
- Лучшие песни (Московские окна, 2000) CD

## Fordítás
- Ez a szócikk részben vagy egészben  a(z)   Матвеева, Новелла Николаевна című orosz Wikipédia-szócikk fordításán alapul.  Az eredeti cikk szerkesztőit annak laptörténete sorolja fel. Ez a jelzés csupán a megfogalmazás eredetét és a szerzői jogokat jelzi, nem szolgál a cikkben szereplő információk forrásmegjelöléseként.